# Elia y Elizabeth
Elia y Elizabeth foi uma dupla de música pop colombiana, formada pelas irmãs Elia e Elisabeth Fleta. Sua carreira foi breve (1972-1973) e só produziu dois discos, mas mesmo assim foram laureadas no Festival do Coco em Barranquilla e no Prêmio Príncipe de Ouro organizado pela emissora de rádio homônima, além de serem nomeadas ao prêmio Onda como a revelação do ano 1972.

## Biografia
As duas irmãs nasceram em Bogotá com um ano de diferença. Seu pai foi filho do tenor espanhol Miguel Fleta, e suas tias paternas também tiveram um grupo chamado as Irmãs Fleta (Elia e Pomba). Devido ao trabalho de seu pai, viveram sua infância em Barranquilla e sua adolescência em Lima.  A partir de 1971 viveram em Barcelona e Madri e é na Espanha que foram convidadas a uma homenagem televisiva dedicada a seu avô. Ali escuta-as o compositor Juan Carlos Calderón, que já tinha trabalhado previamente com suas tias. Nesse mesmo ano gravam sob a direção de Calderón nos estudos do selo Zafiro de Barcelona um disco com duas canções 'Cae la lluvia' e 'Fue una lágrima', composições recentes de Elia.
De volta a Barranquilla, depois de apresentar-se num evento beneficente com a Dakarett Blues Band, as irmãs são escutadas por Graciela Arango de Tobón, quem recomenda-as a Álvaro Arango, diretor musical de Codiscos, e após escutá-las por telefone e conhecê-las em Barranquilla decide gravar um disco com elas em Medellín. A produção e a direção musical do disco são realizadas por Jimmy Salcedo, famoso na cena jazzística de Bogotá, ex-integrante dos Be-Bops, entrevistador televisivo e criador de La Onda Três.
Após a divulgação de seu segundo disco, Elia decide abandonar as atuações televisivas e dedicar-se por completo a sua formação universitária em pedagogia musical.

## Influência
Em 2014 o selo madrilenho Munster Records re-edita sua música. Em abril de 2019 a banda costarriquense As Robertas apresenta uma versão de Pesadilla em Coachella.